# جاك فينش (محافظ على الطبيعة)
جاك فينش (بالإنجليزية: Jack Finch)‏ هو محافظ على الطبيعة أمريكي، ولد في 5 نوفمبر 1917، وتوفي في 9 نوفمبر 2006.